# Список балетов Фикрета Амирова
В статье представлены балеты советского, азербайджанского композитора Фикрет Амирова.

## Список
| № | Название балета      | Год создания | Информация |
| - | -------------------- | ------------ | --- |
| 1 | «Шур»                | 1968 год     | - Хореографическая новелла |
| 2 | «Сказание о Насими»  | 1973 год     | - Балет в одном действии. - Произведение было написано по случаю 600-летия поэта Насими. - Автором либретто является Анар. - Хореографическая поэма была впервые поставлена на сцене 13 сентября 1973 году. |
| 3 | «Покорители Каспия»  | 1975 год     | - Вокально-хореографическая поэма - Посвящена нефтяникам Каспия. |
| 4 | «Тысяча и одна ночь» | 1979 год     | - Балет в двух Основой балета стал «Рассказ о царе Шахрияре». - Либретто написано по мотивам собраний сказок «Тысячи и одной ночи» Наилей Назировой, Максуд и Рустам Ибрагимбековыхми. - Была впервые поставлена на сцене в Баку в 1979 году. - В 1980 году за музыку к балету «Тысяча и одна ночь», поставленного на сцене Азербайджанского театра оперы и балета имени М. Ф. Ахундова композитор получил Государственную премия СССР. |
| 5 | «Низами»             | 1984 год     | - Последний балет Фикрет Амирова. - Впервые был постановлен на сцене в 1991 году в честь 850-летия со дня рождения Низами Гянджеви. |